# Belgische wetgevende verkiezingen 1888
Gedeeltelijke wetgevende verkiezingen vonden plaats in België op dinsdag 12 juni 1888. 69 van de 138 volksvertegenwoordigers werden herverkozen, namelijk die in de provincies Antwerpen, Brabant, Luxemburg, Namen en West-Vlaanderen. Er vonden ook Senaatsverkiezingen plaats in de provincies Henegouwen, Limburg, Luik en Oost-Vlaanderen.
Een tweede ronde (ballotage) vond plaats op 19 juni in Brussel en Nijvel.

## Kamer van volksvertegenwoordigers
De katholieken wonnen drie Kamerzetels van de liberalen, één in Brussel, één in Oostende en één in Virton. De liberalen wonnen één zetel van de katholieken, in Nijvel.
|                                                     | Kath. | Lib. | Totaal |
| --------------------------------------------------- | ----- | ---- | ------ |
| Samenstelling Kamer bij sluiting op 24 mei 1888     | 96    | 42   | 138    |
| Te verkiezen                                        | 64    | 5    | 69     |
| Verkozen                                            | 66    | 3    | 69     |
| Samenstelling Kamer bij opening op 13 november 1888 | 98    | 40   | 138    |
| Verschil                                            | +2    | -2   | 0      |

Ballotage Nijvel:
| Liberalen                | Stemmen | Katholieken                      | Stemmen |
| ------------------------ | ------- | -------------------------------- | ------- |
| Brunard                  | 1563    | Jules de Burlet (zittend)        | 1565    |
| Emile Henricot (gekozen) | 1592    | Eugène Dumont (zittend; gekozen) | 1605    |
| Hulin                    | 1578    | Léon Pastur (zittend; gekozen)   | 1590    |

## Senaat
De Senaat bestaat na de verkiezingen uit 51 katholieken en 18 liberalen.
In Nijvel is Léon de Robiano (kath.) gekozen met één stem meer dan de uittredende Arsène Pigeolet (lib.).

## Verkozenen
- Kamer van volksvertegenwoordigers (samenstelling 1886-1890)
- Samenstelling Belgische Senaat 1888-1892